# I soldatens fodspor
I soldatens fodspor er en dansk dokumentarfilm fra 2005 skrevet og instrueret af Mette Zeruneith.

## Handling
Steven Ndugga var 13, da han blev soldat i Uganda. Han er 30 år og politisk flygtning i Danmark, da han henvender sig til et dansk filmselskab for at få sin historie fortalt. Kort efter får Steven at vide, at hans forsvundne søn er på vej i krig. Han er 11 år. Steven tager af sted for at befri ham, men tingene går ikke som planlagt. Steven bliver fængslet, anklaget for rebelvirksomhed. Pludselig er repræsentanter for den ugandiske regering i København for at stoppe filmen. De hævder, at Steven er terrorist, og at Uganda er et frit land, uden børnesoldater.